# Breathe (canción de Kylie Minogue)
Breathe es una canción de género Experimental del sexto álbum de estudio de la cantante australiana Kylie Minogue lanzada como tercer sencillo del álbum. La canción tuvo críticas mixtas y llegó al top 20 de Reino Unido transformándose en el sencillo nº28 de Kylie en entrar al top 40 consecutivamente. El radio edit también fue usado en el video de la canción el cual es más acelerado que la versión original. Llegó al top 20 de Rusia y Sudáfrica y al top 30 en Australia.

## Historia de sencillo
En febrero de 1998 Breathe fue lanzado en el Reino Unido. Esta canción se convirtió en su 28º
sencillo consecutivo dentro del top 40 cuando debutó en la posición nº14 y pasó un total de 4 semanas en el top 75.
Fuera de Reino Unido la canción tuvo un éxito moderado. Llegó al n.º 1 en Israel y n.º 3 en Rusia, sin embargo su radiodifusión fue limitada. En Australia la canción fue lanzada el 9 de marzo de 1998 y debutó en el puesto nº23 y quedó en el top 50 de la lista de ARIA durante 13 semanas .

### Controversia
Hubo cierta polémica con la prensa sobre el sencillo y el vídeo como el video fue considerablemente acelerado, resultando un sonido el cual fue discortante y cascado para el que fue usado en la versión del álbum. Minogue se negó a hablar sobre el tema en una serie de entrevistas y el asunto finalmente fue olvidado por todos sus seguidores. Cuando preguntaron sobre el tema de nuevo en el 2002 ella respondió "Es una triste, una triste historia, ¿no es cierto?".

## Formatos

### Sencillo en CD uno
1. «Breathe» (Radio edit) — 3:39
2. «Breathe» (Tee's Freeze mix) — 6:59
3. «Breathe» (Nalin & Kane remix) — 10:11
4. «Breathe» (Álbum mix) — 4:38

### Sencillo en CD dos
1. «Breathe» (Radio edit) — 3:39
2. «Breathe» (Sash! Club mix) — 5:20
3. «Breathe» (Tee's Radio edit) — 3:29
4. «Did It Again» music video — 4:15

### Casete
1. «Breathe» (Radio edit) — 3:39
2. «Breathe» (Sash! Club mix edit) — 3:43

## Presentaciones en vivo
La canción fue presentada en su tour Intimate and Live y Money Can't Buy 2003 Tv concierto. Showgirl Greates hits 2005

## Posicionamiento
| Listas (1998)             | Posición |
| ------------------------- | -------- |
| Australian Singles Chart  | 23       |
| Euro Hot 100              | 72       |
| Grecia Singles            | 9        |
| Rusia Singles             | 3        |
| Eslovaquia Singles        | 11       |
| Eslovenia Singles         | 11       |
| España Lista de Sencillos | 13       |
| UK Singles Chart          | 14       |

- Datos: Q426929